# 柏遼茲角
72°12′S 74°6′W / 72.200°S 74.100°W
柏遼茲角（英語：Berlioz Point）是南極洲的海岬，位於亞歷山大一世島的貝多芬半島，是巴赫冰架的入口處，該海岬以法國作曲家埃克托·柏遼茲命名。